# Oospila ecuadorata
Oospila ecuadorata là một loài bướm đêm trong họ Geometridae.